# Argia pima
Argia pima är en trollsländeart som beskrevs av Rosser W. Garrison 1994. Argia pima ingår i släktet Argia och familjen dammflicksländor. IUCN kategoriserar arten globalt som otillräckligt studerad. Inga underarter finns listade i Catalogue of Life.